# Voray-sur-l'Ognon
Voray-sur-l'Ognon är en kommun i departementet Haute-Saône i regionen Bourgogne-Franche-Comté i östra Frankrike. Kommunen ligger i kantonen Rioz som tillhör arrondissementet Vesoul. År 2022 hade Voray-sur-l'Ognon 867 invånare.

## Befolkningsutveckling
Antalet invånare i kommunen Voray-sur-l'Ognon
| Referens: INSEE |